# Kaktsajärvi (västra)
Kaktsajärvi (västra), Kaktsajärvi (norra) och Kaktsajärvi (östra) eller Kaktsajävrik är sjöar i Finland. De ligger i kommunen Utsjoki i landskapet Lappland, i den norra delen av landet, 1 000 km norr om huvudstaden Helsingfors. Kaktsajävrik ligger 226,3 meter över havet. Omgivningarna runt Kaktsajärvi är i huvudsak ett öppet busklandskap. Arean är 9,8 hektar och strandlinjen är 3,9 kilometer lång. Sjön  ingår i Pasvik älvs huvudavrinningsområde. 